# Champagne-sur-Seine
Champagne-sur-Seine este o comună franceză situată în departamentul Seine-et-Marne, în regiunea Île-de-France.

## Geografie

### Localizare
Comuna este situată într-o cotitură a malului drept al Senei, la extremitatea sudică a platoului Brie, la aproximativ 10 km pe șosea, la est de Fontainebleau.

### Comune limitrofe
| Vulaines-sur-Seine Samoreau | Héricy Machault        |                           |
| Thomery                     |                        | Vernou-la-Celle-sur-Seine |
|                             | Moret-Loing-et-Orvanne | Saint-Mammès              |

### Hidrografie

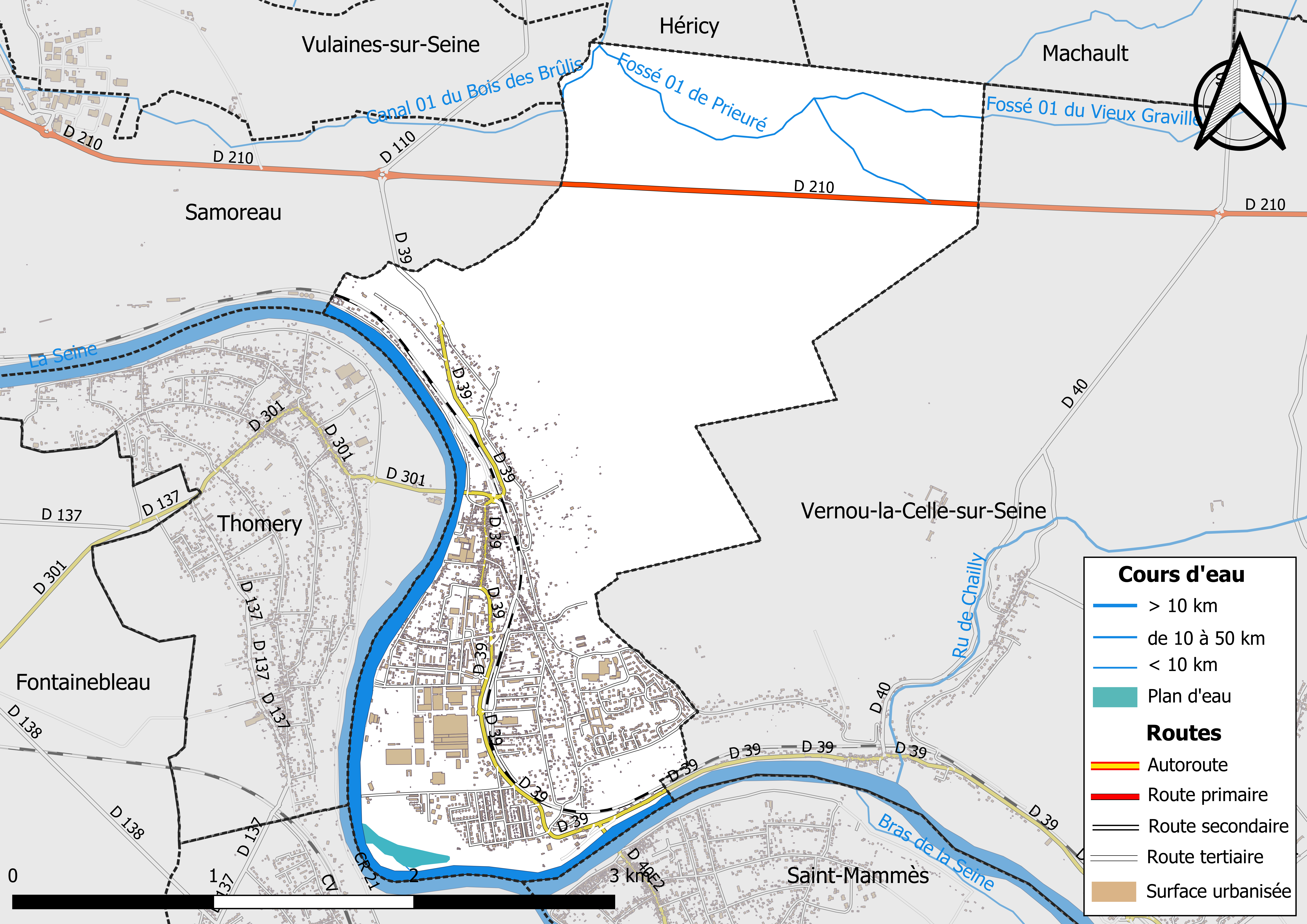
Hartă a rețelelor hidrografice și rutiere din Champagne-sur-Seine.

Rețeaua hidrografică a comunei este alcătuită din șase cursuri de apă referențiate:
- Sena, fluviu lung de 774,76 km[6], precum și:
  - un braț de 0,41 km[7];
  - un braț de 0,43 km[8];
  - șanțul 01 Prieuré, 3,49 km[9];
  - șanțul 01 Vieux Graville, canal de 4,04 km[10], care confluează cu șanțul 01 de Prieuré;
- canalul 01 Bois des Brûlis, curs de apă natural de 2,80 km[11], care confluează cu pârâul Dondaine.

În plus, teritoriul său este traversat și de apeductul de la Voulzie.
Lungimea totală a cursurilor de apă de pe teritoriul comunei este de 8,17 km.

### Climă
În 2010, clima comunei este de tip oceanic degradat al câmpiilor din Centru și Nord, conform unui studiu al Centrului Național de Cercetare Științifică (CNRS) bazat pe o serie de date care acoperă perioada 1971-2000. În 2020, Météo-France publică o tipologie a climei Franței metropolitane, în care comuna este expusă unei clime oceanice alterate și se află în regiunea climatică Nord-Est a bazinului Parisian, caracterizată printr-un nivel redus de însorire, precipitații medii distribuite regulat pe parcursul anului și ierni reci (3 °C).
Pentru perioada 1971-2000, temperatura anuală medie este de 11 °C, cu o amplitudine termică anuală de 15,5 °C. Cumulul anual mediu de precipitații este de 716 mm, cu 11,2 zile de precipitații în ianuarie și 7,5 zile în iulie. Pentru perioada 1991-2020, temperatura medie anuală observată la stația meteorologică Météo-France cea mai apropiată, situată în comuna Fontainebleau la 8 km distanță, este de 12,0 °C, iar cumulul anual mediu de precipitații este de 652,9 mm.
Pentru viitor, parametrii climatici estimati pentru comună pentru anul 2050, conform diferitelor scenarii de emisii de gaze cu efect de seră, pot fi consultati pe un site dedicat publicat de Météo-France în noiembrie 2022.

### Medii naturale și biodiversitate

#### Spații protejate
Protecția reglementată este modul de intervenție cel mai puternic pentru a conserva spațiile naturale remarcabile și biodiversitatea asociată acestora.
Rezervația biosferei "Fontainebleau și Gâtinais", creată în 1998 și cu o suprafață totală de 150.544 ha, este prezentă pe teritoriul comunei. Această rezervație a biosferei, cu o biodiversitate bogată, cuprinde trei ansambluri majore: o mare jumătate vestică cu o dominantă agricolă, emblematica pădure Fontainebleau în centru și Valea Seinei la est. Structura de coordonare este Asociația Rezervației Biosferei Fontainebleau și Gâtinais, care include un consiliu științific și un Consiliu 1  Educație, unic printre rezervațiile biosferei franceze.

#### Zone naționale de interes ecologic, faunistic și floristic
Inventarul zonelor naturale de interes ecologic, faunistic și floristic (ZNIEFF) are ca obiectiv realizarea unei acoperiri a zonelor cele mai interesante din punct de vedere ecologic, în principal în perspectiva îmbunătățirii cunoașterii patrimoniului natural național și de a furniza diferiților decidenți un instrument de ajutor pentru luarea în considerare a mediului în amenajarea teritoriului.
Teritoriul comunei Champagne-sur-Seine cuprinde două ZNIEFF de tip 1, „forêt domaniale de Champagne” (487,55 ha), care acoperă 5 comune din departament; și „Basses Godernes” (9,8 ha) și trei ZNIEFF de tip 2:
- „Pădurile Valence și Champagne” (3.706,85 ha), care acoperă 9 comune din departament[26];
- „Valea Senei între Melun și Champagne-sur-Seine” (1.062,65 ha), care acoperă 15 comune din departament[27];
- „Valea Senei între Vernou și Montereau” (1.626,19 ha), care acoperă 8 comune din departament[28].

## Urbanism

### Tipologie
La 1 ianuarie 2024, Champagne-sur-Seine este clasificat ca centru urban intermediar, conform noii grile comunale de densitate cu șapte niveluri definită de INSEE (Institutul Național de Statistică și Studii Economice) în 2022. Aparține unității urbane Champagne-sur-Seine, o aglomerare intra-departamentală care reunește cinci comune, dintre care este oraș-centru. În plus, comuna face parte din aria metropolitană a Parisului, fiind una dintre comunele de la periferie, această zonă reunind 1.929 de comune.

### Utilizarea terenurilor
Ocuparea solului comunei, așa cum reiese din baza de date europeană privind acoperirea biofizică a solului Corine Land Cover (CLC), este marcată de importanța pădurilor și a mediilor semi-naturale (64,3% în 2018), o proporție sensibil egală cu cea din 1990 (64,4%). Distribuția detaliată în 2018 este următoarea: păduri (64,3%), zone urbanizate (25,6%), ape continentale (5,5%), zone industriale sau comerciale și rețele de comunicații (4,7%).

## Toponimie
- Din latinul „campus” (câmpuri) și de la râul omonim.
- Villadque Campania dicitur - Champaigne-sur-Seine-lez-Moret-en-Gâtinois - Champaigne-lez-Sainct-Nemer - Champaigne - Champaigne-lez-Fontainebleau.
- Prin decretul din 1 septembrie 1899, comuna Champagne a luat numele de Champagne-sur-Seine[37].

## Istorie

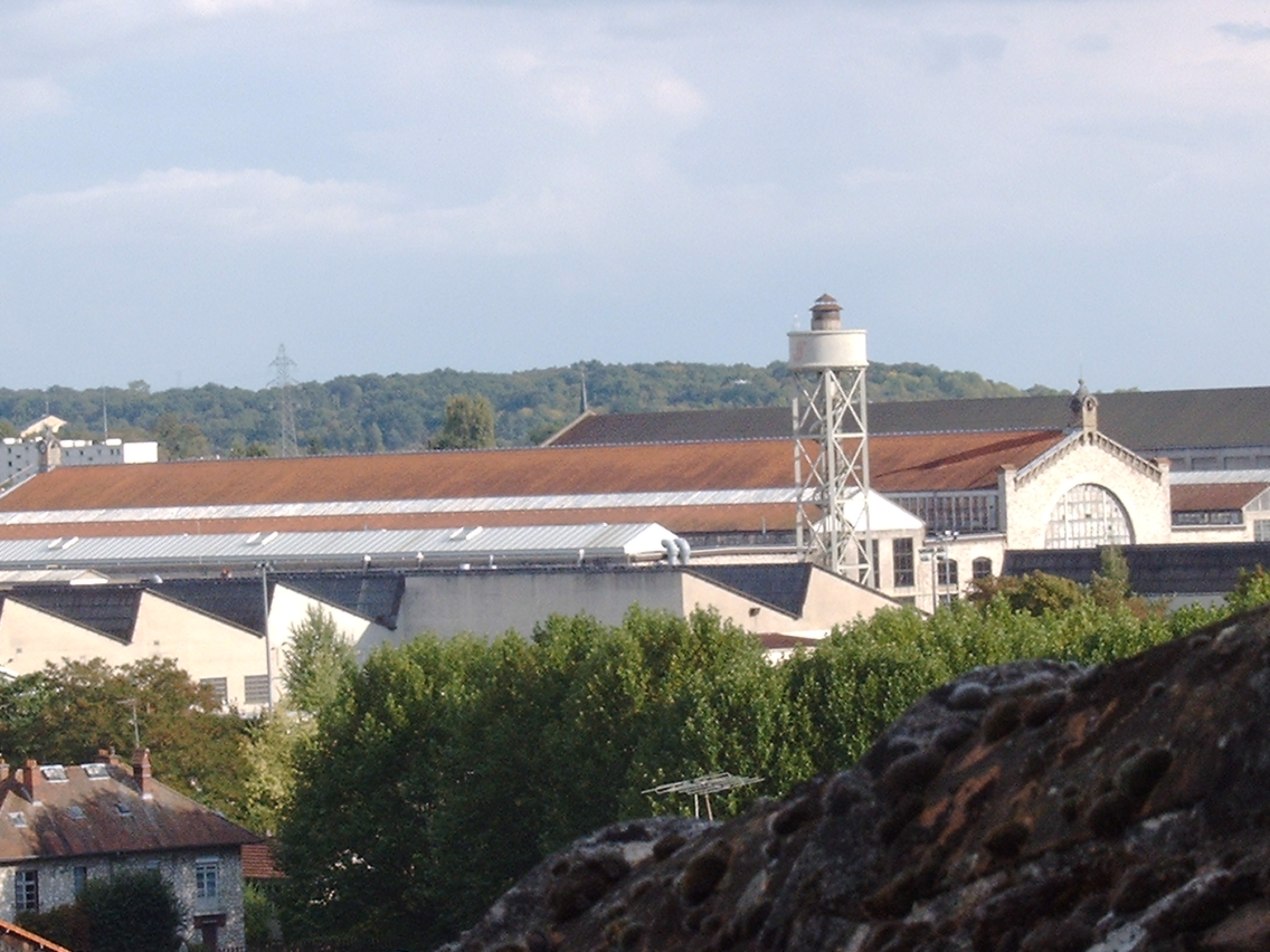
Vechea uzină Schneider.

Timp de multă vreme, comuna Champagne-sur-Seine este un sat rural fără istorie, ocupat în principal de grădinari și viticultori, la fel ca și comuna vecină Thomery. Cu toate acestea, o schimbare fundamentală intervine la începutul secolului al XX-lea. În 1902, compania Schneider decide să înființeze, nu departe de Paris, ateliere de construcții electrice pentru a alimenta echipamentele metroului. Este ales situl din Champagne, între o buclă a Senei și linia de cale ferată Paris-Lyon-Marsilia-Saint-Charles. Joncțiunea dintre Loing (prelungirea canalului du Centre) și Sena, nu departe de acolo, la Saint-Mammès, permite de asemenea o legătură directă cu Le Creusot, sediul inițial al companiei. Contextul social și politic a favorizat această instalare, deoarece la sfârșitul anilor 1899-1900 au avut loc greve foarte dure la Creusot, care au dus la concedieri și la o restructurare a fabricilor. Se decide îndepărtarea electricienilor, principalii inițiatori ai acestor greve, dar forță de muncă calificată indispensabilă pentru viitoarea dezvoltare economică a activității de construcții electrice a firmei.
256 de familii sunt astfel strămutate, adică 649 de locuitori din Creusot recenzați în 1906. Populația comunei crește astfel de la 600 de locuitori în 1903 la 2.000 de locuitori în 1911, apoi la 3.200 de locuitori în 1926. Numărul angajaților din fabrică crește de la 560 în 1903 la 1.500 în 1926. Acestor locuitori din Creusot li se adaugă muncitori veniți din Rusia, după Primul Război Mondial și preluarea puterii de către bolșevici. Aceștia construiesc de altfel o capelă ortodoxă între 1937 și 1939. O astfel de instalare face indispensabilă crearea unui adevărat oraș muncitoresc între vechiul sat și fabrică, cu echipamentele necesare. Cu această ocazie sunt cumpărate 58 de hectare de teren. În octombrie 1902 este creată o societate imobiliară anonimă pentru a gestiona locuințele muncitorești. Aceasta utilizează serviciile arhitectului Edmond Delaire (1856-1921) pentru a realiza o serie de locuințe colective. Șaisprezece clădiri cu 3 etaje sunt construite între 1902 și 1903, adăpostind 269 de locuințe. Fiecare clădire cuprinde apartamente cu 2 până la 4 camere, cu baie privată și grup sanitar, toate conectate la o rețea de canalizare și de tratare a apelor. Acestor locuințe colective li se adaugă pavilioane destinate cazării maiștrilor fabricii, situate în apropierea Senei. Aceste locuințe dovedindu-se insuficiente, sunt construite altele – individuale, în șir – în cartierul Alouettes, pe strada Pas-Rond (actuala stradă de la Libération), apoi 96 în cartierul Aubépine, la sud de fabrică, între 1920 și 1921. În anii 1930, fabrica dispune astfel de 518 locuințe.
Simultan cu construcția locuințelor, sunt create și magazine în interiorul clădirilor, ajungându-se la 44 de magazine (față de cele 4 existente înainte de instalarea fabricii). O cooperativă a fabricii permite, de asemenea, muncitorilor să se aprovizioneze la prețuri mai mici. În 1904 sunt construite trei școli, precum și un curs profesional special în 1905, pentru a forma viitorii muncitori ai fabricii. Foarte repede, este amenajat un stadion, precum și 260 de grădini muncitorești, proprietatea fabricii și închiriate exclusiv angajaților Schneider.
În august 1944, aliații au atacat Seine-et-Marne. La Champagne-sur-Seine, luptele au fost intense, în special în jurul infrastructurilor cheie, cum ar fi podurile și drumurile principale. Distrugerea podului de la Valvins de către forțele germane a fost un eveniment semnificativ, menit să încetinească avansul trupelor aliate. Cu toate acestea, în ciuda acestor obstacole, forțele aliate au reușit să elibereze orașul cu ajutorul rezistenților locali pe 29.
Eliberarea orașului Champagne-sur-Seine a fost un moment de mare bucurie și ușurare pentru locuitori, marcând sfârșitul mai multor ani de ocupație și privațiuni. Festivitățile au fost marcate de parade și adunări, unde locuitorii și-au exprimat recunoștința față de eliberatori și rezistenți.
După un declin în anii 1930 și o contribuție la industria de război germană sub ocupație, fabrica cunoaște o relansare a activității după Al Doilea Război Mondial. Dar producția stagnează, iar fabrica se închide la începutul anilor 1990.

## Populația și societatea

### Date demografice
Evoluția numărului de locuitori este cunoscută prin recensămintele populației efectuate în comună începând din 1793. Pentru comunele cu mai puțin de 10 000 de locuitori, un recensământ al întregii populații este realizat la fiecare cinci ani, populațiile legale pentru anii intermediari fiind estimate prin interpolare sau extrapolare.
În 2022, comuna număra 6 491 locuitori, în creștere cu +5,13 % față de 2016 (Seine-et-Marne: +3,92 %, Franța fără Mayotte: +2,11 %).
| An        | 1793 | 1806 | 1841 | 1861 | 1876 | 1886 | 1901 | 1921  | 1936  | 1962  | 1982  | 2006  | 2014  | 2022  |
| --------- | ---- | ---- | ---- | ---- | ---- | ---- | ---- | ----- | ----- | ----- | ----- | ----- | ----- | ----- |
| Populație | 440  | 478  | 528  | 533  | 477  | 496  | 605  | 2 723 | 3 109 | 4 837 | 5 406 | 6 475 | 6 200 | 6 491 |

## Cultură locală și patrimoniu

### Locuri și monumente
- Biserica Notre-Dame (secolele XII-XVII), înscrisă în lista monumentelor istorice (1926)[44].
- Biserica ortodoxă Notre-Dame-de-Toutes-les-Protections (1938), parte a patrimoniului secolului XX (2011)[45].
- Biserica Saint-François-d'Assise, construită în 1965 de arhitectul Michel Marot și completată, cu autorizația sa, cu un pridvor conceput și edificat în 1993 de arhitectul Jean-Patrick Mallet, parte a patrimoniului secolului XX (2011)[46].
- Fosta fabrică Schneider-Westinghouse (devenită Jeumont-Schneider): construită începând cu 1903 de arhitectul Paul Friesé (1851-1917).
- Pasarela apeductului de la Voulzie construită în 1926, care leagă orașul de Thomery traversând Sena. A fost închisă prin hotărârea consiliului municipal.